# Pretty Little Liars (série de televisão)
Pretty Little Liars (bra: Maldosas; prt: Pequenas Mentirosas) é uma série de televisão norte-americana baseada na popular série literária de mesmo nome escrita por Sara Shepard. A série segue a vida de cinco melhores amigas cuja amizade se desfez após o desaparecimento da sua líder Alison. Um ano depois, as amigas afastadas Spencer, Hanna, Aria e Emily reencontram-se e começam a receber mensagens de uma figura misteriosa chamada "A", que ameaça expor os seus segredos mais profundos. A série apresenta um grande elenco protagonista, liderado por Troian Bellisario como Spencer Hastings, Lucy Hale como Aria Montgomery, Ashley Benson como Hanna Marin, Shay Mitchell como Emily Fields, Sasha Pieterse como Alison DiLaurentis e Janel Parrish como Mona Vanderwaal.
Ganhou por 5 vezes consecutivas o Prêmio Teen Choice de Melhor Série de TV – Drama. Estreou a 8 de junho de 2010 no canal Freeform. Após um pedido inicial de 10 episódios, a ABC Family encomendou 12 episódios adicionais em 28 de junho de 2010. O sucesso de audiência dos primeiros 10 episódios levou a série literária a estender-se além dos oito livros iniciais. Desde a sua estreia, a série recebeu críticas mistas dos críticos de televisão, mas manteve-se um sucesso relativo para a Freeform, conquistando um grande fandom. A 29 de agosto de 2016, foi oficialmente anunciado o término da série após o fim da sétima temporada. As filmagens da série foram finalizadas a 26 de outubro de 2016.
O último episódio da série foi exibido no dia 27 de junho de 2017, transmitido pela emissora Freeform. O final da série foi visto por cerca de 1,41 milhão de telespectadores. Teve a segunda maior classificação de qualquer série de TV por cabo que foi para o ar naquela noite, mas recebeu uma recepção morna, tanto da crítica quanto do público. No dia 21 de dezembro de 2020, a série saiu do catálogo do serviço de streaming, Netflix. A saída da série está relacionada com a chegada do serviço de streaming da Warner Bros. TV, o HBO Max, cujo lançamento ocorreu a 29 de junho de 2021.
É a primeira série da franquia Pretty Little Liars, com ela tendo dois spin-offs: Ravenswood e Pretty Little Liars: The Perfectionists, ambos cancelados após uma temporada. Em setembro de 2020, o HBO Max deu um pedido de série intitulado Pretty Little Liars: Original Sin, outro spin-off que se concentrará num novo elenco de personagens num cenário diferente.

## Visão geral

### 1ª Temporada
Rosewood é uma pequena, tranquila e bela cidade na Pensilvânia. De tão tranquila e intocada, nunca se adivinharia que detém tantos segredos. Havia um ano, a popular Alison DiLaurentis desaparecera, deixando todos acreditarem que fora vítima de um assassinato. Depois desse grande caos na cidade, a amizade entre suas quatro inseparáveis amigas nunca mais foi a mesma. Quando o suposto corpo de Alison é encontrado, o destino une Aria, Emily, Hanna e Spencer novamente. Mas o caos se instala na vida das quatro garotas quando elas começam a receber mensagens de texto de alguém que se auto-intitula "-A", ameaçando-as de contar todos os seus segredos - segredos que só Alison poderia saber.

### 2ª Temporada
Com o corpo de Ian desaparecido e toda a cidade de Rosewood questionando o que exatamente aconteceu na noite anterior, Aria, Emily, Hanna e Spencer têm muito que explicar. Mas como a polícia e seus pais não tem certeza em que acreditar, os pais das meninas colocam-nas em uma terapeuta, contra a sua vontade, para  receberem a ajuda que precisam. Aria, Emily, Hanna e Spencer precisam uma das outras mais do que nunca. Enquanto isso, a identidade de "-A" está bastante próxima de ser descoberta.

### 3ª Temporada
Um verão se passou desde que Aria, Emily, Hanna e Spencer descobriram sobre Mona ser "-A", a grande atormentadora do capuz que fez de suas vidas um inferno desde a volta de Aria á cidade, quando elas voltaram a ser amigas íntimas. Com o terror aparentemente acabado e um suposto assassino, Garrett Reynolds, agora atrás das grades, a cidade de Rosewood se cura lentamente. Cada uma das quatro meninas passavam o verão de diferentes maneiras. O que elas não sabem é que as mensagens anônimas de "-A" retornam e, como Mona está internada, outra pessoa está no comando. Cabe ás meninas descobrir a identidade de "-A".

### 4ª Temporada
Com "-A" à espreita nas sombras e a verdade sobre Alison mais perto do que nunca, terminar o ensino médio nunca foi tão perigoso, então as mentirosas ficam mais ousadas em seu trabalho de detetive - e nas histórias que elas contam para encobrir seus segredos! O suspense continua a aumentar e relacionamentos são colocados em risco enquanto as meninas tentam descobrir se sua amiga está, na verdade, viva ou morta - e se ela está viva, será que Alison está apenas zombando delas ou buscando por ajuda?

### 5ª Temporada
Continua momentos após os momentos épicos do final da quarta temporada, onde Aria, Alison, Emily, Hanna e Spencer acabam de ter o seu mais recente encontro com "-A", que atira em Ezra e escapa. Mesmo aliviadas com o bem estar de Alison e Ezra, a farsa é revelada: Alison está viva e de volta à Rosewood, e todo mundo é afetado por seu retorno — mas se perguntam se ela é a mesma Alison depois da fuga. A descoberta de dois novos corpos traz mais perguntas à superfície - e mais terríveis ameaças de "-A". O ex de Hanna, Caleb, retorna, porém está diferente. Além disso, como é que Mona se encaixa em tudo e o que é que Melissa está escondendo? Será que Ezra descobriu algumas informações que vão ajudar as meninas a finalmente desmascarar "-A"? Outros pontos da temporada também é sobre quem matou a Sra. DiLaurentis na final da temporada passada e finalmente, uma descoberta que pode mudar o rumo do jogo: a identidade da garota que está no túmulo de Alison.

### 6ª Temporada
Continua imediatamente após o final da quinta temporada, com Aria, Emily, Hanna, Spencer e Mona presas do lado de fora da "Casa de Bonecas" – onde seu atormentador, Charles, tem mantido elas – sem ter para onde correr. Irritado com a tentativa de fuga, os jogos de Charles tomam um rumo mais louco e mais sombrio. Como as meninas lutam para sobreviver, Ezra, Caleb e Toby continuam a luta para encontrar as meninas com ou sem a ajuda da polícia de Rosewood. A história de Charles começa a se encaixar, e as mentirosas, eventualmente, resolvem o enigma e desmascaram Charles, finalmente, colocando um fim ao jogo de "-A", e todas as perguntas – Quem matou a mãe de Toby? Quem acertou Alison na cabeça com a pedra na noite em que desapareceu? Quem é Casaco Vermelho? Quem matou Bethany? Quem é a Viúva Negra? Porque "-A" vem atormentando as meninas todo esse tempo? – são respondidas. Mas isso não é o fim do mistério! A segunda metade da temporada salta cinco anos adiante com novos segredos, novas mentiras e um visual totalmente novo.

### 7ª Temporada
Depois de anos sendo perseguidas e intimidadas pelo misterioso "-A" - primeiro, a "Original -A"; mais tarde pela "Grande -A"; E agora por seu mais novo atormentador "-A.D." - Aria, Spencer, Hanna, Emily e Alison estão desesperadas para terminar o jogo antes que ele acabe com elas e dar um fim nisso de uma vez por todas. Hanna está assustada depois de seu sequestro, Aria é assombrada pelo passado de Ezra, Spencer toma uma decisão impulsiva, a vida de Ali está por um fio, e Emily busca conforto em uma ex. Essa temporada cheia de voltas ao lar e reuniões é a mais fatal e mais romântica até agora. Os transtornos românticos envolvem "Ezria", "Spaleb", "Haleb" e "Emison", enquanto a lista de suspeitos para "Uber -A" está crescendo. Depois de terem cometido o maior erro de suas vidas, as mentirosas se juntam para descobrir respostas – incluindo quem matou Jessica e Charlotte DiLaurentis – na jornada para a pergunta final: quem, por Deus, é "-A.D."? Mentiras passadas e segredos sujos vêm à tona nos últimos episódios da série de suspense esmagador que transformou entretenimento, moda e fãs.

## Atores e Personagens
- Sasha Pieterse como Alison e Courtney DiLaurentis Hastings
- Lucy Hale como Aria Montgomery
- Shay Mitchell como Emily Fields
- Ashley Benson como Hanna Marin
- Janel Parrish como Mona Vanderwaal
- Troian Bellisario como Spencer e Alex Hastings Drake
- Ian Harding como Ezra Fitzgerald marido de Aria na série
- Brant Daugherty como Noel Kahn marido de Aria nos livros
- Tyler Blackburn como Caleb Rivers marido de Hanna na série
- Cody Christian como Mike Montgomery marido de Hanna nos livros
- Keegan Allen como Toby Cavanaugh
- Julian Morris como Wren Kim marido de Spencer nos livros

## Antecedentes e produção
Desenvolvido como uma série de televisão pela empresa Alloy Entertainment, a ideia foi apresentada como "Desperate Housewives para adolescentes". Alloy se reuniu com a autora da série de livros Sara Shepard. A Warner Horizon e a Alloy estavam interessados em produzir a série de televisão há anos, que foi planejada para a The WB em 2005 com um escritor diferente, até que a rede de televisão foi encerrada no início de 2006 e restabelecida como The CW no final do mesmo ano. O primeiro livro da série foi publicado pela HarperTeen em outubro de 2005. Em junho de 2008, Alloy notou que estava desenvolvendo um piloto da mesma série de televisão para a ABC Family, com os livros adaptados para a televisão. Após o piloto filmado em Vancouver, a série se mudou para Los Angeles.

### Escolha do elenco
A ABC Family começou uma sessão de testes de elenco para o piloto de Pretty Little Liars em outubro de 2009. Lucy Hale foi escalada como Aria Montgomery na série, seguida por Troian Bellisario e Ian Harding como Spencer Hastings e Ezra Fitz, em novembro de 2009. Em dezembro de 2009, o crítico Futon confirmou a escalação de Ashley Benson como Hanna Marin e Shay Mitchell como Emily Fields, bem como a adição de Laura Leighton como Ashley Marin, Nia Peeples como Pam Fields, Roark Critchlow como Tom Marin, e Bianca Lawson como Maya St. Germain. Mitchell inicialmente fez o teste para o papel de Spencer e em seguida, tentou o de Emily. O The Hollywood Reporter divulgou que Torrey DeVitto e Sasha Pieterse conseguiram seus papéis recorrentes no piloto. O site mais tarde, confirmou que Pieterse interpretaria Alison DiLaurentis e DeVitto interpretaria Melissa Hastings, também confirmaram Janel Parrish como Mona Vanderwaal. Em 27 de janeiro de 2010, a ABC Family encomendou 10 episódios, para estrearem em junho de 2010. Em abril de 2010, o papel do pai de Aria, Byron Montgomery, foi dado para Chad Lowe, e Holly Marie Combs foi escalada como a mãe de Aria, Ella Montgomery. Tammin Sursok foi escalada como Jenna Marshall.
Em 7 de janeiro de 2011, Tilky Jones foi escalado como Logan Reed. Em 08 de abril de 2011, Annabeth Gish foi escalada para o papel de Anne Sullivan, uma terapeuta que tenta descobrir os segredos das personagens principais. Em 23 de maio de 2011, Andrea Parker foi confirmada como Jessica DiLaurentis, a mãe de Alison. Em 29 de junho de 2011, foi anunciado que Natalie Hall estaria substituindo Natalie Floyd como a meia-irmã de Hanna, Kate Randall. Chad Lowe, um dos personagens da série, dirigiu o décimo episódio da segunda temporada intitulado "Touched by an 'A'-ngel". Em 30 de janeiro de 2012, O The Hollywood Reporter informou que Tyler Blackburn tinha sido promovido ao elenco principal da série para a terceira temporada. Em março de 2012, Janel Parrish também foi promovida ao elenco principal para a terceira temporada. No dia após a final da sexta temporada, 16 de março de 2016, foi anunciado que Andrea Parker foi promovida ao elenco principal para a sétima temporada.

### Promoção
Pretty Little Liars foi aclamada pelos espetaculares como um dos melhores shows do verão de 2010, graças à grande promoção feita pela ABC Family, incluindo "promos e posters picantes". A ABC Family criou um aplicativo chamado "Pretty Little Premiere Party" para os fãs da série, e candidatos foram selecionados para fazer parte de um "Secret Keeper Game", um jogo interativo para iPhones. Em Los Angeles, a loja de departamentos Kitson transmitiu a série em um de seus holofotes ao vivo.

### Música
A música-tema escolhida para Pretty Little Liars foi "Secret", da banda The Pierces, que foi sugerida pela estrela da série, Ashley Benson. O episódio piloto fez uso de músicas de artistas como The Fray, Ben's Brother, MoZella, Orelia e Colbie Caillat. A série também contou com músicas da banda Passion Pit, Pink, Florence and the Machine, Selena Gomez & the Scene, OneRepublic e McFly. Em 14 de junho de 2011, "Jar of Hearts", de Christina Perri foi destaque no primeiro episódio da segunda temporada. A música "Follow Suit" de Trent Dabbs também tem sido destaque na série. No episódio "The Perfect Storm", Aria (Lucy Hale) canta um cover da música "Who Knows Where the Time Goes?" da banda inglesa Fairport Convention. A trilha sonora oficial foi lançado em 15 de fevereiro de 2011.
| Pretty Little Liars (Television Soundtrack) |                           |                        |         |  |
| N.º                                         | Título                    | Artista                | Duração |  |
| 1.                                          | "Secret"                  | The Pierces            | 3:50    |  |
| 2.                                          | "Beauty Queen"            | Ben's Brother          | 3:51    |  |
| 3.                                          | "I Won't"                 | Colbie Caillat         | 3:45    |  |
| 4.                                          | "More of You"             | MoZella                | 3:29    |  |
| 5.                                          | "Suggestions"             | Orelia Has Orchestra   | 4:12    |  |
| 6.                                          | "Fresh Pair of Eyes"      | Brooke Waggoner        | 3:49    |  |
| 7.                                          | "Jack and Jill"           | Katie Herzig           | 2:25    |  |
| 8.                                          | "All Those Pretty Lights" | Andrew Belle           | 3:22    |  |
| 9.                                          | "Genius of Fun"           | Love Grenades          | 3:22    |  |
| 10.                                         | "Make You Mine"           | 2am Club               | 3:42    |  |
| 11.                                         | "Your Love"               | Fay Wolf               | 3:22    |  |
| 12.                                         | "Out of Reach"            | Matthew Perryman Jones | 5:49    |  |
| Duração total:                              | Duração total:            | Duração total:         | 45:43   |  |

### Exibição internacional
A série chegou a ser exibida pelo Boomerang (2011–2013), onde este costumava ser o canal oficial da série no Brasil.
A mudança ocorreu devido a um novo tipo de programação adotada pela emissora. Depois disso, em 2014, a série passou a ser exibida pelo canal Glitz*; que também passou pela mesma mudança do Boomerang. Em 2015, a série passou a ser exibida pelo canal de televisão paga, TNT Séries, a partir de 2015, que reprisou a quarta temporada antes da estrear a quinta temporada, e no ano seguinte a retirando de sua programação. As duas primeiras temporadas foram brevemente exibidas em televisão aberta pelo SBT, entre 2 de dezembro de 2013 até 21 de abril de 2014, mas apenas com a primeira temporada exibida completa.
| País                                                                         | Emissora                            | Estreia                                                    | Notas                                                       |
| ---------------------------------------------------------------------------- | ----------------------------------- | ---------------------------------------------------------- | ----------------------------------------------------------- |
| Estados Unidos                                                               | Freeform                            | 8 de junho de 2010                                         | Emissora de origem                                          |
| Filipinas                                                                    | ETC                                 | 22 de novembro de 2010                                     | Temporada 1-presente                                        |
| Espanha                                                                      | MTV Espanha                         | 17 de janeiro de 2011                                      | Temporada 1-presente                                        |
| Austrália                                                                    | Fox8                                | 17 de janeiro de 2011                                      | Temporada 1-presente                                        |
| França                                                                       | OSC Max                             | 23 de janeiro de 2011                                      | Temporada 1-presente                                        |
| Croácia                                                                      | Doma TV                             | 3 de fevereiro de 2011                                     | Temporada 1-presente                                        |
| Reino Unido · Irlanda                                                        | MTV                                 | 24 de março de 2011                                        | Temporada 1-5                                               |
| Argentina · Brasil · Chile · Colômbia · Costa Rica · Equador · México · Peru | Boomerang Glitz* TNT Séries HBO Max | 30 de março de 2011 2 de outubro de 2012 7 de maio de 2015 | Temporadas 1-3 Temporadas 2-4 Temporadas 4-5 Temporadas 6-7 |
| Portugal                                                                     | AXN White Biggs                     | 28 de abril de 2011 5 de julho de 2023                     | Temporada 1-presente                                        |

## Recepção
Desde a estreia da série, o programa manteve-se popular. A série foi recebida com comentários críticos inicialmente misturados, embora conforme a progressão da série ela ficou mais positiva. O Metacritic deu ao episódio piloto 54 de 100 pontos, com base em 14 opiniões críticas. O New York Daily News deu a série uma crítica positiva, comentando que ele "faz romances de vampiros mais populares parecerem ter olhar anêmico", concluindo, "Pretty Little Liars pode ir em várias direções, incluindo clichês adolescentes mundanas. Ele tem também uma boa técnica em fazer-nos preocupamos com essas imperfeitas meninas bonitas". Em 2016, um estudo do The New York Times sobre os 50 programas de TV com mais curtidas no Facebook, descobriu que a "popularidade do programa está inclinada para as mulheres mais do que qualquer outro programa nos dados — mais de 94% das 'curtidas' vêm de mulheres".

### Audiência
A série ganhou o seu maior episódio classificado com 4,22 milhões de espectadores no total, ficando entre as 5 principais transmissões da ABC Family em espectadores adultos de 18 á 34 anos. Os episódios mais vistos são a final da primeira temporada, com 3,64 milhões de telespectadores, e a estreia e final da segunda temporada, cada um produzindo cerca de 3,7 milhões de telespectadores. O programa se destaca como a série de maior audiência na ABC Family, mantendo uma audiência estável de mais de 2,5 milhões, com posição atual como o único programa para produzir uma média de mais de 2 milhões de telespectadores.
| Temporada    | Dia da semana                                                     | Canal de exibição                 | Estreia da temporada | Estreia da temporada   | Final da temporada  | Final da temporada     | Audiência (em milhões) |
| Temporada    | Dia da semana                                                     | Canal de exibição                 | Data                 | Audiência (em milhões) | Data                | Audiência (em milhões) | Audiência (em milhões) |
| ------------ | ----------------------------------------------------------------- | --------------------------------- | -------------------- | ---------------------- | ------------------- | ---------------------- | ---------------------- |
| 1ª temporada | Terças ás 20:00 (2010) Segundas ás 20:00 (2011)                   | ABC Family                        | 8 de Junho de 2010   | 2.47                   | 21 de Março de 2011 | 3.64                   | 2.87                   |
| 2ª temporada | Terças ás 20:00 (2011) Quarta ás 20:00 2 Segundas ás 20:00 (2012) | ABC Family                        | 14 de Junho de 2011  | 3.68                   | 19 de Março de 2012 | 3.69                   | 2.68                   |
| 3ª temporada | Terças ás 20:00                                                   | ABC Family                        | 5 de Junho de 2012   | 2.93                   | 19 de Março de 2013 | 2.87                   | 2.59                   |
| 4ª temporada | Terças ás 20:00                                                   | ABC Family                        | 11 de Junho de 2013  | 2.97                   | 18 de Março de 2014 | 3.12                   | 2.53                   |
| 5ª temporada | Terças ás 20:00                                                   | ABC Family                        | 10 de Junho de 2014  | 2.72                   | 24 de Março de 2015 | 2.65                   | 2.01                   |
| 6ª temporada | Terças ás 20:00                                                   | ABC Family (2015) Freeform (2016) | 2 de Junho de 2015   | 2.38                   | 15 de Março de 2016 | 1.19                   | 1.72                   |
| 7ª temporada | Terças ás 20:00                                                   | Freeform                          | 21 de Junho de 2016  | 1.43                   | 27 de Junho de 2017 | 1.41                   |                        |

↑2  Data de exibição do primeiro especial de Halloween da série.

### Prêmios e indicações
| Ano                     | Premiação                   | Categoria                                           | Indicados                                                  | Resultado |
| ----------------------- | --------------------------- | --------------------------------------------------- | ---------------------------------------------------------- | --------- |
| 2010                    |                             |                                                     |                                                            |           |
| Teen Choice Awards 2010 | Programa de TV do Verão     | Pretty Little Liars                                 | Venceu                                                     |           |
| Teen Choice Awards 2010 | Ator de TV do Verão         | Ian Harding                                         | Venceu                                                     |           |
| Teen Choice Awards 2010 | Atriz de TV do Verão        | Lucy Hale                                           | Venceu                                                     |           |
| 2011                    | Grammy                      | A Melhor Série Dramática de 2010                    | Pretty Little Liars                                        | Venceu    |
| 2011                    | People's Choice Awards 2011 | Melhor Obsessão da TV                               | Pretty Little Liars                                        | Indicado  |
| 2011                    | GLAAD Media Awards 2011     | Série Dramática Extraordinária                      | Pretty Little Liars                                        | Indicado  |
| 2011                    | Teen Choice Awards 2011     | Programa de TV do Verão                             | Pretty Little Liars                                        | Venceu    |
| 2011                    | Teen Choice Awards 2011     | Atriz de TV do Verão                                | Lucy Hale                                                  | Venceu    |
| 2011                    | Teen Choice Awards 2011     | Atriz de TV do Verão                                | Troian Bellisario                                          | Indicado  |
| 2011                    | Teen Choice Awards 2011     | Ator de TV do Verão                                 | Ian Harding                                                | Venceu    |
| 2011                    | Teen Choice Awards 2011     | Ator de TV do Verão                                 | Keegan Allen                                               | Indicado  |
| 2011                    | Banff Television Festival   | Melhor Série Contínua                               | I. Marlene King, Lesli Linka Glatter e Lisa Cochran-Neilan | Venceu    |
| 2012                    | People's Choice Awards 2012 | Melhor Drama da TV a Cabo                           | Pretty Little Liars                                        | Venceu    |
| 2012                    | GLAAD Media Awards 2012     | Série Dramática Extraordinária                      | Pretty Little Liars                                        | Indicado  |
| 2012                    | Teen Choice Awards 2012     | Programa Dramático da TV                            | Pretty Little Liars                                        | Venceu    |
| 2012                    | Teen Choice Awards 2012     | Ator da TV                                          | Ian Harding                                                | Venceu    |
| 2012                    | Teen Choice Awards 2012     | Atriz da TV                                         | Lucy Hale                                                  | Venceu    |
| 2012                    | Teen Choice Awards 2012     | Vilã da TV                                          | Janel Parrish                                              | Venceu    |
| 2012                    | Teen Choice Awards 2012     | Atriz de TV de Verão                                | Troian Bellisario                                          | Venceu    |
| 2012                    | Do Something! Awards        | Programa da TV                                      | Pretty Little Liars                                        | Venceu    |
| 2013                    | People's Choice Awards 2013 | Melhor Drama da TV a Cabo                           | Pretty Little Liars                                        | Indicado  |
| 2013                    | People's Choice Awards 2013 | Melhores Fãs da TV                                  | Little Liars                                               | Indicado  |
| 2013                    | Gracie Allen Awards         | Performance Extraordinária por uma Estrela Feminina | Lucy Hale                                                  | Venceu    |
| 2013                    | Teen Choice Awards 2013     | Programa Dramático da TV                            | Pretty Little Liars                                        | Venceu    |
| 2013                    | Teen Choice Awards 2013     | Programa de TV do Verão                             | Pretty Little Liars                                        | Venceu    |
| 2013                    | Teen Choice Awards 2013     | Ator Dramático da TV                                | Ian Harding                                                | Venceu    |
| 2013                    | Teen Choice Awards 2013     | Atriz Dramática da TV                               | Troian Bellisario                                          | Venceu    |
| 2013                    | Teen Choice Awards 2013     | Vilã da TV                                          | Janel Parrish                                              | Venceu    |
| 2013                    | Teen Choice Awards 2013     | Atriz de TV do Verão                                | Lucy Hale                                                  | Venceu    |
| 2013                    | Teen Choice Awards 2013     | Ator de TV do Verão                                 | Keegan Allen                                               | Venceu    |
| 2014                    | People's Choice Awards 2014 | Melhor Drama da TV a Cabo                           | Pretty Little Liars                                        | Indicado  |
| 2014                    | People's Choice Awards 2014 | Melhor Atriz da TV a Cabo                           | Lucy Hale                                                  | Venceu    |
| 2014                    | GLAAD Media Awards 2014     | Série Dramática Extraordinária                      | Pretty Little Liars                                        | Indicado  |
| 2014                    | Saturn Awards 2014          | Melhor Série da TV para Jovens                      | Pretty Little Liars                                        | Indicado  |
| 2014                    | Young Hollywood Awards 2014 | Série da TV Mais Digna                              | Pretty Little Liars                                        | Indicado  |
| 2014                    | Teen Choice Awards 2014     | Vilã da TV                                          | Janel Parrish                                              | Indicado  |
| 2014                    | Teen Choice Awards 2014     | Atriz Revelação da TV                               | Sasha Pieterse                                             | Venceu    |
| 2014                    | Teen Choice Awards 2014     | Ator de TV do Verão                                 | Tyler Blackburn                                            | Venceu    |
| 2014                    | Teen Choice Awards 2014     | Atriz de TV do Verão                                | Ashley Benson                                              | Venceu    |
| 2014                    | Teen Choice Awards 2014     | Atriz de TV do Verão                                | Shay Mitchell                                              | Indicado  |
| 2014                    | Teen Choice Awards 2014     | Atriz Dramática da TV                               | Lucy Hale                                                  | Venceu    |
| 2014                    | Teen Choice Awards 2014     | Atriz Dramática da TV                               | Troian Bellisario                                          | Indicado  |
| 2014                    | Teen Choice Awards 2014     | Ator Dramático da TV                                | Ian Harding                                                | Venceu    |
| 2014                    | Teen Choice Awards 2014     | Ator Dramático da TV                                | Keegan Allen                                               | Indicado  |
| 2015                    | People's Choice Awards 2015 | Melhor Atriz da TV a Cabo                           | Ashley Benson                                              | Indicado  |
| 2015                    | People's Choice Awards 2015 | Melhor Atriz da TV a Cabo                           | Lucy Hale                                                  | Indicado  |
| 2015                    | People's Choice Awards 2015 | Melhor Drama da TV a Cabo                           | Pretty Little Liars                                        | Venceu    |
| 2015                    | Saturn Awards 2015          | Melhor Série da TV para Jovens                      | Pretty Little Liars                                        | Indicado  |
| 2015                    | Teen Choice Awards 2015     | Programa Dramático da TV                            | Pretty Little Liars                                        | Venceu    |
| 2015                    | Teen Choice Awards 2015     | Ator Dramático da TV                                | Keegan Allen                                               | Indicado  |
| 2015                    | Teen Choice Awards 2015     | Ator Dramático da TV                                | Ian Harding                                                | Venceu    |
| 2015                    | Teen Choice Awards 2015     | Atriz Dramática da TV                               | Lucy Hale                                                  | Venceu    |
| 2015                    | Teen Choice Awards 2015     | Atriz Dramática da TV                               | Shay Mitchell                                              | Indicado  |
| 2015                    | Teen Choice Awards 2015     | Ator de TV do Verão                                 | Tyler Blackburn                                            | Venceu    |
| 2015                    | Teen Choice Awards 2015     | Atriz de TV do Verão                                | Troian Bellisario                                          | Indicado  |
| 2015                    | Teen Choice Awards 2015     | Atriz de TV do Verão                                | Ashley Benson                                              | Venceu    |
| 2015                    | Teen Choice Awards 2015     | Roubadora de Cena da TV                             | Sasha Pieterse                                             | Indicado  |
| 2015                    | Teen Choice Awards 2015     | Vilão da TV                                         | Vanessa Ray                                                | Venceu    |
| 2016                    | People's Choice Awards 2016 | Melhor Drama da TV a Cabo                           | Pretty Little Liars                                        | Venceu    |
| 2016                    | People's Choice Awards 2016 | Melhor Atriz da TV a Cabo                           | Ashley Benson                                              | Indicado  |
| 2016                    | People's Choice Awards 2016 | Melhor Atriz da TV a Cabo                           | Lucy Hale                                                  | Indicado  |
| 2016                    | People's Choice Awards 2016 | Melhor Atriz da TV a Cabo                           | Shay Mitchell                                              | Indicado  |
| 2016                    | Teen Choice Awards 2016     | Choice TV Show: Drama                               | Pretty Little Liars                                        | Venceu    |
| 2016                    | Teen Choice Awards 2016     | Choice TV Actor: Drama                              | Keegan Allen                                               | Indicado  |
| 2016                    | Teen Choice Awards 2016     | Choice TV Actor: Drama                              | Tyler Blackburn                                            | Indicado  |
| 2016                    | Teen Choice Awards 2016     | Choice TV Actor: Drama                              | Ian Harding                                                | Venceu    |
| 2016                    | Teen Choice Awards 2016     | Choice TV Actress: Drama                            | Troian Bellisario                                          | Indicado  |
| 2016                    | Teen Choice Awards 2016     | Choice TV Actress: Drama                            | Ashley Benson                                              | Venceu    |
| 2016                    | Teen Choice Awards 2016     | Choice TV: Villain                                  | Janel Parrish                                              | Venceu    |
| 2016                    | Teen Choice Awards 2016     | Choice TV: Scene Stealer                            | Sasha Pieterse                                             | Venceu    |
| 2016                    | Teen Choice Awards 2016     | Choice TV: Chemistry                                | Ashley Benson and Tyler Blackburn                          | Venceu    |
| 2016                    | Teen Choice Awards 2016     | Choice Summer TV Actress                            | Lucy Hale                                                  | Indicado  |
| 2016                    | Teen Choice Awards 2016     | Choice Summer TV Actress                            | Shay Mitchell                                              | Indicado  |

## Outras mídias

### Spin-offs

#### Ravenswood(2013-2014)
Ravenswood é uma série adolescente de suspense e mistério sobrenatural que se passa durante a quarta temporada da série original. Passada na cidade fictícia de Ravenswood, Pensilvânia, a série segue cinco estranhos cujas vidas se tornam entrelaçadas por uma maldição mortal que tem atormentado sua cidade por gerações. Eles têm que cavar no passado sombrio da cidade para resolver a misteriosa maldição. É estrelado por Nicole Gale Anderson, Tyler Blackburn, Steven Cabral, Brett Dier, Britne Oldford e Merritt Patterson.

#### Pretty Little Liars: The Perfectionists(2019)
Pretty Little Liars: The Perfectionists é uma série dramática de mistério e suspense policial, baseada no romance The Perfectionists de Sara Shepard, que serve como uma sequência da série original. Em uma cidade de Beacon Heights, Washington, onde tudo parece perfeito, desde sua faculdade de alto nível até seus residentes superdotados. Porém, o estresse de precisar ser perfeito leva ao primeiro assassinato da cidade. Sasha Pieterse e Janel Parrish retornaram para seus papéis como Alison DiLaurentis e Mona Vanderwaal. A série também é estrelada por Sofia Carson, Sydney Park, Eli Brown, Hayley Erin, Graeme Thomas King e Kelly Rutherford.

#### Pretty Little Liars: Original Sin (2022)
Em 2 de setembro de 2020, foi anunciado que uma reinicialização da série estava em desenvolvimento na Warner Bros., com o criador de Riverdale, Roberto Aguirre-Sacasa, assumindo como showrunner de I. Marlene King. A série reboot irá apresentar novos personagens e novas histórias, ocupando um lugar em uma nova cidade onde os personagens principais pagarão pelos pecados de seus pais há quase 20 anos atrás. Em 24 de setembro de 2020, a HBO Max fez o pedido da série spin-off e a nomeou de Pretty Little Liars: Original Sin (Pretty Little Liars: Pecado Original, em tradução livre), com a parceria de Aguirre-Sacasa com Lindsay Calhoon Bring para criar a série. A série será composta por 10 episódios. Em julho de 2021, Chandler Kinney, Maia Reficco e Bailee Madison foram escaladas para os papéis principais, acompanhadas por Zaria e Malia Pyles em agosto. Em agosto de 2021, Alex Aiono, Mallory Bechtel e Eric Johnson se juntaram à série como regulares.

### Websérie

#### Pretty Dirty Secrets(2012)
Pretty Dirty Secrets é uma websérie, que acontece entre os eventos da terceira temporada dos episódios "The Lady Killer" e "This Is a Dark Ride". Situado na Rosewood Halloween Spooktacular Store, os visitantes de Rosewood se preparavam para o Halloween.

### Reunião
No dia 15 de maio de 2020, por meio de um aplicativo Looped, o autor da TV Guide, Damian Holbrook, transmitiu uma reunião virtual do elenco para o 10º aniversário da série e um esforço de arrecadação de fundos de caridade durante à pandemia de COVID-19, com a reunião de Pretty Little Liars apoiando o Feeding America. Todo o elenco original participou, com o evento dedicado aos afetados pela pandemia. Além do elenco, Ian Harding, Tyler Blackburn e a criadora da série, I. Marlene King, também estão presentes. Uma segunda reunião virtual estreou em 29 de maio de 2020, como parte do Wizard World Virtual Experiences, apresentado por Mike Gregorek. Esta edição inclui mais membros do elenco da série, incluindo as participações de Pieterse e Parrish. Enquanto eles discutem sobre os bastidores e momentos da série.

## Adaptações internacionais
| País      | Título                 | Emissora        | Data de lançamento                         |
| --------- | ---------------------- | --------------- | ------------------------------------------ |
| Índia     | Best Friends Forever?  | Channel V India | 3 de dezembro de 2012 — 25 de maio de 2013 |
| Turquia   | Tatlı Küçük Yalancılar | Star TV         | 6 de julho de 2015 — 3 de outubro de 2015  |
| Indonésia | Best Friends Forever   | Trans TV        | 7 de agosto – 27 de agosto de 2017         |
| Indonésia | Pretty Little Liars    | Viu             | 22 de abril de 2020 – presente             |